# Carl von Wissmann

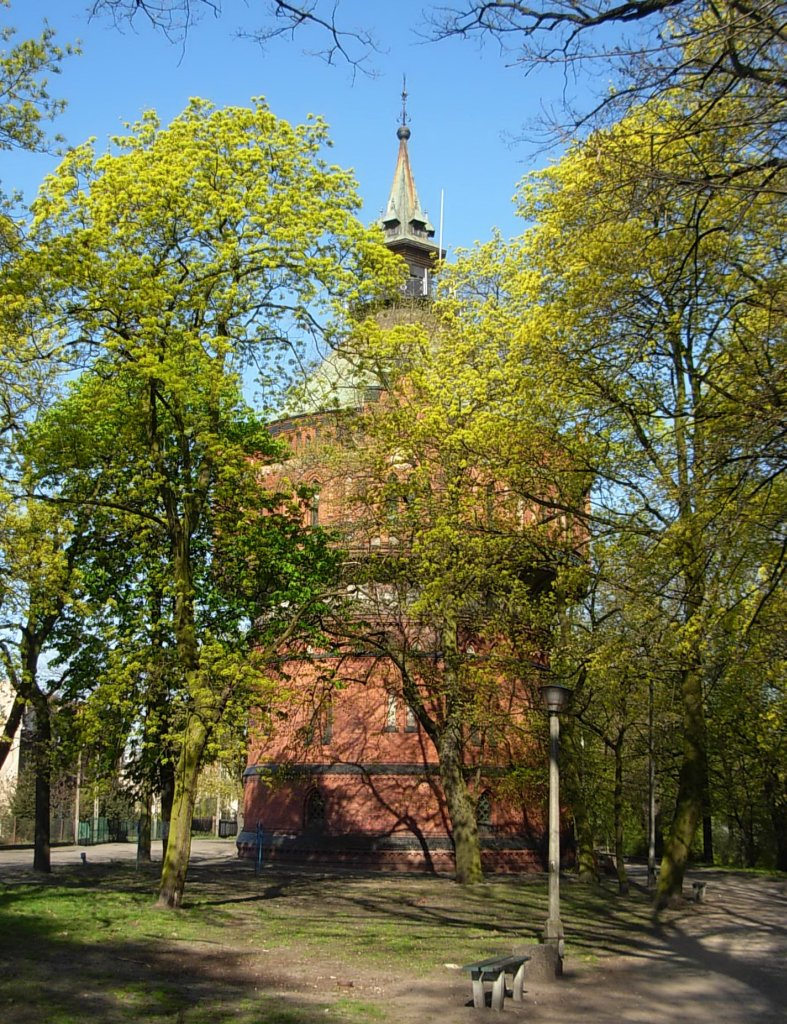
Park im. Henryka Dąbrowskiego w Bydgoszczy, założony z inicjatywy Carla von Wissmanna (wieża ciśnień na zdjęciu zbudowana w 1900 r.)

Carl Christian Ferdinand von Wissmann (ur. 7 września 1787 w Szczecinie, zm. 12 listopada 1841 w Bydgoszczy) – prezydent Królewskiej Regencji w Bydgoszczy w latach 1832–1841, Honorowy obywatel Bydgoszczy.

## Życiorys
Urodził się 7 września 1787 w Szczecinie. Przed przybyciem do Bydgoszczy pełnił funkcję dyrektora Wyższej Izby Obrachunkowej w Poczdamie. Formalną nominację na prezydenta rejencji w Bydgoszczy otrzymał 31 października 1831, lecz w mieście znalazł się dopiero w kwietniu 1832 roku. Ze względu na chorobę faktyczne objęcie urzędu miało miejsce dopiero 14 sierpnia 1832. 
Nominacja na stanowisko prezydenta rejencji bydgoskiej nastąpiła wbrew woli ówczesnego nadprezydenta Prowincji Poznańskiej Eduarda von Flotwella, który uznał ją za niestosowną ze względu na nieznajomość przez niego realiów i specyfiki Prus, a także języka polskiego. Był to jednocześnie okres wielu przeobrażeń ustrojowych, mających na celu zarówno przeprowadzenie reform administracji, jak i zupełną unifikację z ustrojem Królestwa Prus wcielonych ziem polskich. Chodziło przede wszystkim o wprowadzenie nowej ordynacji gminnej, uregulowanie statusu prawnego Żydów, stosowanie języka polskiego w urzędach oraz podniesienie poziomu gospodarczego tych obszarów przez stworzenie warunków dla rozwoju gospodarczego. 
Mimo wzajemnych antagonizmów Wismann pilnie realizował politykę Flotwella. Wyróżniał się zaangażowaniem, lecz wysiłek ten przekraczał jego możliwości fizyczne i zdrowotne. Wielokrotnie korzystał z urlopów i wyjazdów leczniczych, aby podreperować swoją kondycję fizyczną. W okresie, gdy pełnił funkcję prezydenta bydgoskiej regencji, oddano do użytku nowy gmach urzędu przy ul. Jagiellońskiej (dziś budynek Urzędu Wojewódzkiego).
Carl von Wissmann interesował się problemami miasta Bydgoszczy. Był pomysłodawcą, członkiem założycielem i pierwszym prezesem powołanego 30 września 1832 w Bydgoszczy Towarzystwa Upiększania Miasta. W późniejszym czasie towarzystwo to stało się wzorem dla innych miast. Jego działalności zawdzięczała Bydgoszcz akcję systematycznego zadrzewiania ulic, urządzania zieleńców i skwerów, budowę promenad i alei spacerowych. Z inicjatywy Wismanna założono w 1832 roku park nazwany później jego imieniem (dziś Wzgórze Dąbrowskiego). 
W 1836 roku nabył za 4500 talarów willę od Marka Wincentego Chmielewskiego, dyrektora skarbu w Prefekturze Departamentu Bydgoskiego, usytuowaną nad Brdą przy ul. Focha 5. Po jego śmierci wdowa sprzedała dom władzom regencyjnym, który odtąd był rezydencją prezydentów regencji w Bydgoszczy.
Carl von Wissmann zmarł 12 listopada 1841 w Bydgoszczy po długotrwałej chorobie. Został pochowany na cmentarzu ewangelickim przy ul. Jagiellońskiej (dziś Park Ludowy im. W. Witosa). Został odznaczony Orderem Czerwonego Orła III klasy oraz pośmiertnie Orderem Czerwonego Orła ze Wstęgą III klasy.

## Honorowy Obywatel Bydgoszczy
10 lipca 1833 magistrat Bydgoszczy przedstawił projekt nadania mu godności Honorowego obywatela Bydgoszczy. Właściwa uroczystość i wręczenie okolicznościowego dyplomu miało miejsce 7 września 1833 w rocznicę jego urodzin. Wyróżnienie to wręczono mu w uznaniu zasług, jakie położył w rozwoju miasta i okręgu bydgoskiego.

## Rodzina
Carl von Wissmann od 1812 roku był żonaty z Caroline Wilhelmine z domu Noeldechen. Ich dziećmi byli: 
1. Wilhelm Ferdinand Gustav (ur. 1813) – referendariusz Wyższego Sądu Krajowego w Bydgoszczy,
2. Wilhelmine Auguste Louise (ur. 1818) – żona radcy sprawiedliwości Johanna Conrada Carla Löwe,
3. Elisa Caroline Johanna (ur. 1822),
4. Ferdinandine Wilhelmine Marianna (ur. 1823),
5. Friedrich Franz Carl (ur. 1826),
6. Friedrich Wilhelm Philipp Julius (ur. 1828) – generał piechoty,
7. August Herrmann Ludwig (ur. 1829),
8. Ferdinandine Francisca Antonie (ur. 1832).

## Upamiętnienie
Dla upamiętnienia Carla von Wissmanna park założony w 1832 roku z jego inicjatywy nazwano Wismannshöhe (dziś Wzgórze Dąbrowskiego). W 1844 roku ustawiono tam pomnik na jego cześć, zniszczony w 1928 r. Później jego imieniem nazwano ulice znajdujące się w okolicy parku (dziś ul. Filarecka i ul. Na Wzgórze Dąbrowskiego).